# 携帯電話 (曲)
「携帯電話」（けいたいでんわ）は、RADWIMPSのメジャー7枚目、通算10枚目のシングル。2010年6月30日にEMIミュージック・ジャパン
から発売された。

## 概要
前作「オーダーメイド」から2年半ぶりの発売となる。シングル「マニフェスト」と同時リリースされた。

## ミュージック・ビデオ
携帯電話
監督：月川翔
部屋に見立てた携帯電話に住む少年を追った物語風の内容になっている。少年を演じるのは北村匠海。

## 収録内容
| 全作詞・作曲: 野田洋次郎、全編曲: RADWIMPS。 |                              |            |            |      |
| #                                            | タイトル                     | 作詞       | 作曲・編曲 | 時間 |
| 1.                                           | 「携帯電話」                 | 野田洋次郎 | 野田洋次郎 | 4:29 |
| 2.                                           | 「ハイパーベンチレイション」 | 野田洋次郎 | 野田洋次郎 | 4:23 |
| 合計時間:                                    | 合計時間:                    | 8:52       |            |      |

## 楽曲詳細
1. 携帯電話
SCHOOL OF LOCK!の「RAD LOCKS!」で、「男子は、ズボンのポケットによく手を突っ込んでいますが、ポケットの中では手の行き場所は何をしているんですか?」というリスナーの問いに、野田が「最近書こうとしていた内容に似てる。これちょっと、いつか歌にします」と答えていた歌。
アルバム『絶体絶命』ではアルバムバージョン（Cat ver.）での収録となっている。
東京メトロのキャンペーン「Find My Tokyo.」のCMソングとして起用された。
2. ハイパーベンチレイション
タイトルの意味は過換気。

サビに信号の誘導音、曲の最後に犬の鳴き声が流れる。

RADWIMPSのカップリング曲ではストリーミングでの再生数が一番多い曲。

ライブでの演奏は、当初はリリースされた2010年の夏に出演したフェス「ROCK IN JAPAN FESTIVAL 2010」の1回のみ[2]だったが、2017年の全国ツアー「Human Bloom Tour 2017」の福岡両日,横浜2日目の計3公演で約6年半ぶりに(ワンマンライブ及びツアーでは初めて)演奏された[2]。同年12月、野田は自身のTwitterにて「演奏するのが1番難しい楽曲」と語っている。その理由からか、この時点ではまだ演奏回数は前述の通り僅か計4回だった。
しかし、2023年の北アメリカツアーのロサンゼルス公演で約6年ぶりに演奏[2]されてから以後、同年の国内ライブハウスツアー全10公演・アジアツアー全6公演・オーストラリアツアー全3公演で一気に演奏され[3]、更に同年夏に出演した「ROCK IN JAPAN FESTIVAL 2023」で上記の2010年以来13年ぶりにフェスで演奏されるなどして、演奏回数は現時点で計25回となった。
2024年3月には、前述の国内ライブハウスツアー「BACK TO THE LIVE HOUSE TOUR 2023」でのライブ映像がYouTubeでRADWIMPS公式チャンネルより公開された[4]。

## タイアップ
携帯電話
東京メトロ「Find My Tokyo.」CMソング

## 参加ミュージシャン

### RADWIMPS
野田洋次郎 - Vocal & Guitar
桑原彰 - Guitar
武田祐介 - Bass
山口智史 - Drums
“携帯電話”
- 斎藤ネコ : Violin